# Jochen Mecke
Jochen Mecke (* 11. Dezember 1956 in Recklinghausen) ist ein deutscher Romanist und Literaturwissenschaftler.

## Leben
Jochen Mecke hat seit 1996 den Lehrstuhl für spanische und französische Literaturwissenschaft an der Universität Regensburg inne. 1986 wurde er an der Fakultät für Sprach- und Literaturwissenschaft der Universität Mannheim zum Dr. phil. promoviert. 1994 folgte die Habilitation in Heidelberg. Nach Lehrstuhlvertretungen in Greifswald und Passau wurde er 1995 zum Professor für Romanische Literaturwissenschaft (Schwerpunkt: Frankreich – Spanien) an der Universität Regensburg ernannt, wo er bis zu seinem Ausscheiden 2023 tätig war. Dort leitete er zudem zwischen 2007 und 2023 das universitäre Forschungszentrum Spanien.
Mecke ist Herausgeber der Mannheimer Beiträge zur Sprach- und Literaturwissenschaft und Mitglied des Advisory Boards der Zeitschrift Poetics Today.
Jochen Mecke war Sprecher des mittlerweile beendeten Graduiertenkollegs „Kulturen der Lüge“.
Von 2013 bis 2015 war Mecke Dekan der Fakultät für Sprach-, Literatur- und Kulturwissenschaften und ist nun Mitglied des Senats der Universität Regensburg.

## Werke (Auswahl)
- (Hg.): Medien der Literatur: Vom Almanach zur Hyperfiction. Stationen einer Mediengeschichte der Literatur vom 18. Jahrhundert bis zur Gegenwart. Transcript, 2010.
- Roman-Zeit: Zeitformung und Dekonstruktion des französischen Romans der Gegenwart. Narr, Tübingen 1990.
- (Hg. mit Volker Roloff): Kino-(Ro-)Mania. Intermedialität zwischen Film und Literatur. Stauffenburg, Tübingen 1999.
- (Hg. mit Ulrich Leinsle): Zeit – Zeitenwechsel – Endzeit: Zeit im Wandel der Zeiten, Kulturen, Techniken und Disziplinen. Regensburger Universitätsverlag, Regensburg 2000.
- (Hg. mit Susanne Heiler): Titel – Text – Kontext. Der literarische Text und seine Randbezirke. Festschrift für Arnold Rothe zum 65. Geburtstag. Galda & Wilch, Berlin – Cambridge – Massachusetts 2000.
- Romanistik 2006: Revisionen, Positionen, Visionen, Romanistische Zeitschrift für Literaturgeschichte, Band 3/4 2005. Winter Verlag, 2006.
- (Hg.): Cultures of Lying. Galda, Massachusetts – Berlin 2007.

## Auszeichnungen
- Preis des Bayerischen Staatsministeriums zur Internationalisierung der Hochschule (2005)
- Förderpreis der Universität Regensburg für die Einwerbung von Drittmittelgeldern (2006)
- Träger der Ordre des Palmes Académiques des französischen Staates (2006)